# Złota Bulla Sycylijska

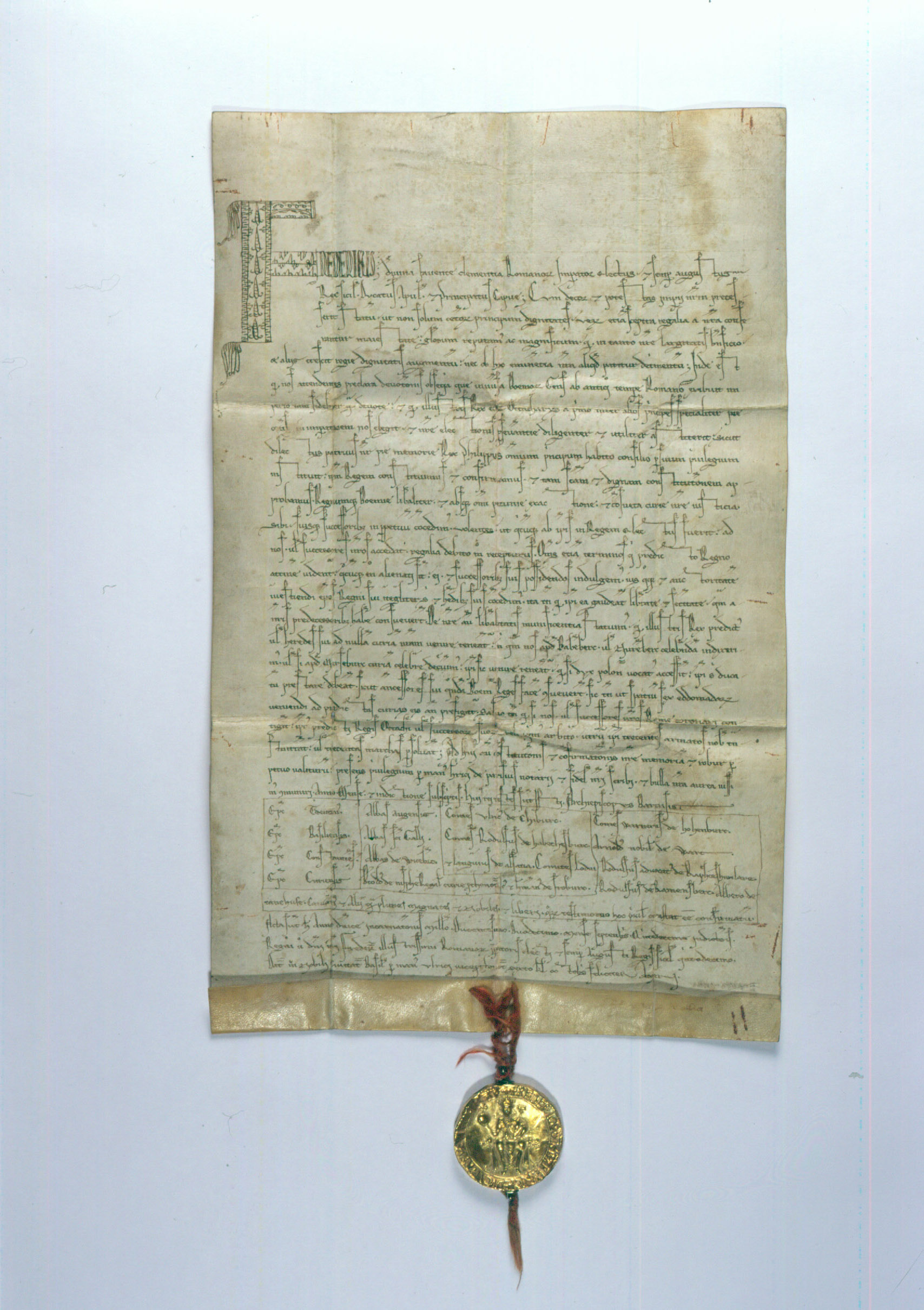
Złota Bulla Sycylijska

Złota Bulla Sycylijska (łac. Bulla Aurea Siciliæ) – dokument wydany 26 września 1212 roku przez króla Fryderyka II.
Bulla przyznawała dziedziczny tytuł królewski książętom Czech i zmniejszała obowiązkowe posiłki wojskowe dostarczane przez Czechy cesarzowi do trzystu zbrojnych. Cesarz zapowiedział także, że będzie udzielał inwestytury (jako senior władców czeskich) tylko takim władcom, którzy cieszyć się będą zaufaniem Czechów. Pozwoliło to, ze strony formalnej, na powstanie w Czechach monarchii elekcyjnej po wymarciu Przemyślidów.